# 컨텍 (기업)
주식회사 컨텍(Contec)은 위성 데이터 토탈 솔루션을 제공하는 항공우주 기업이다.또한 지상국을 이용한 데이터 수신, 처리, 활용 비즈니스 등 우주산업 다운스트림(Downstream) 분야에서 요구되는 모든 솔루션을 제공하고 있으며 1~3차 누리호 발사 임무에 참여하기도 했다.

## 역사
- 2015년 1월 한국항공우주연구원으로부터 기술 창업(Spin-off)했다.[5]
- 2023년 11월 9일 코스닥 시장에 상장하였다.[출처 필요]
- 2024년 6월 AP위성을 인수하였으며 같은 해 10월 약 126억 원 규모의 레이돔 구축 사업(카자흐스탄 Ghalam LLP)과 2024년 11월 약 89억 원 규모의 위성 광합 탑재체 및 영상 처리 시스템 수주 계약 등 체결하였다.[6]

## 같이 보기
- 한화에어로스페이스
- 제노코